# 床垫

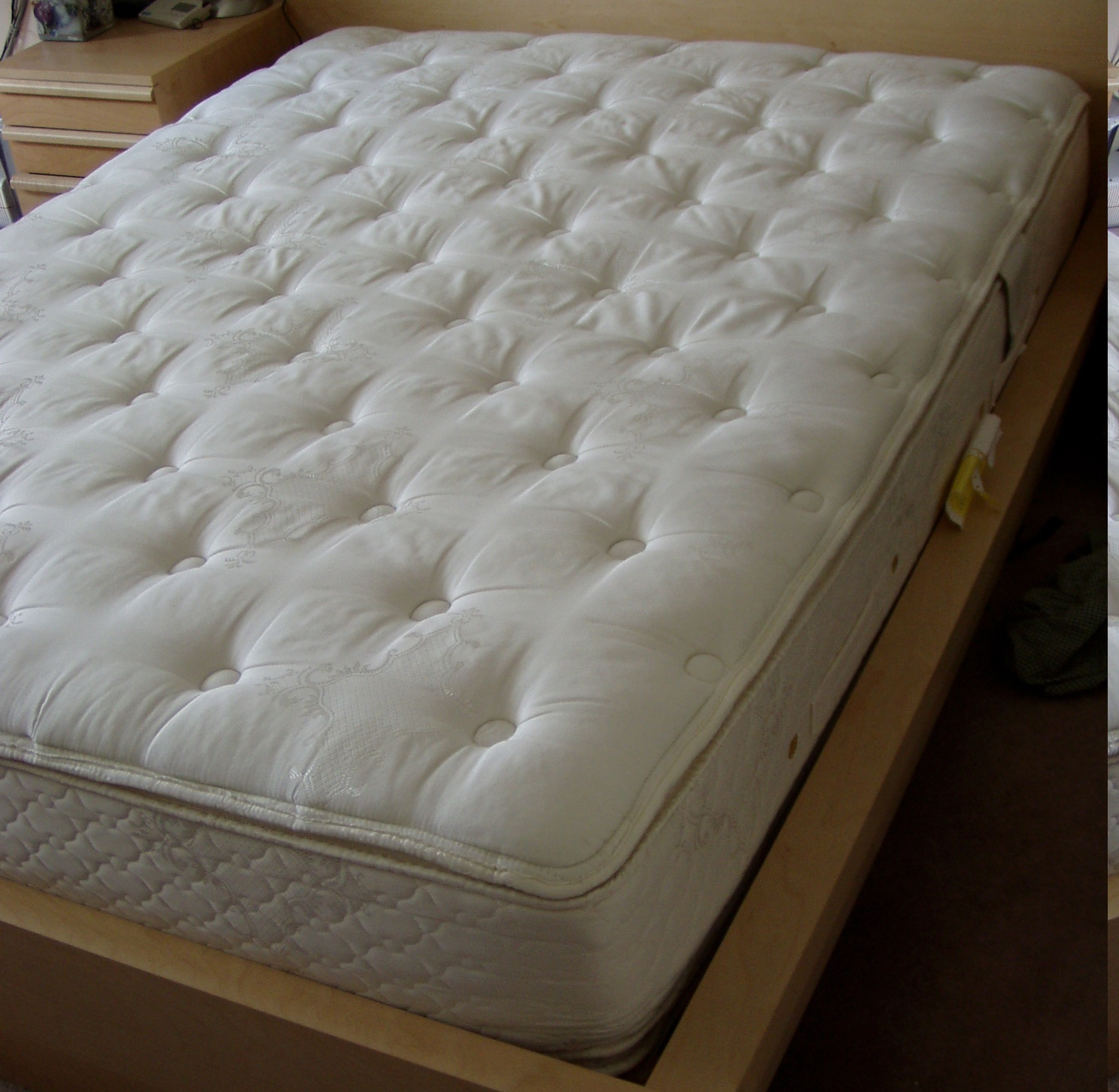
床垫

床垫是一个和床大小差不多的垫子，放在床上，在睡眠时支撑人的背部，使人睡眠时躺卧舒适。有时床垫也可单独做床来使用。床垫可以用毛、稻草、棉花、化纤、泡沫橡胶、羽毛、弹簧等填充；充气床垫用空气填充；水床用水来填充。欧洲人的床垫是十字军东征的时候从阿拉伯人那里学到的，而阿拉伯文中的“matrah”演变成了现在英文中的“Mattress”，法文中的“Matelas”。
床垫一般放在床架上，这样可以减少床垫与地面的摩擦，延长床垫寿命。早期床垫用自然材料填充，如羽毛、马毛、稻草、棉花。在亚洲人们用竹子做床垫，在东南亚人们用木棉来做床垫。20世纪发达国家的床垫逐渐开始用弹簧、棉絮和合成纤维来填充。有了密闭材料，水床和充气床也相继出现。目前北美的床垫多用弹簧、合成纤维和合成橡胶来使床垫柔软有弹性。而在欧洲聚氨酯发泡塑料和橡胶填充也很流行。

## 历史
- 1881年，美国德克萨斯州休斯敦郊外一个叫“丝涟”的小镇，一位名叫Daniel Haynes的英国裔扎棉机工匠开始了一种棉塞床垫的生产。

- 1899年，英國Vi-spring詹姆斯‧马歇尔（James Marshall）设计了一套手工制造的承托系统：獨立筒袋裝彈簧的原型，螺旋弹簧以未经漂白的棉布包裹、以马尾毛绗缝以及配以床垫外拉扣。

- 1925年，美國的席夢思（Simmons），註冊袋装獨立筒弹簧的專利；1901年發明了量產獨立筒的機器。由於這一品牌進入中國較早，許多人將床墊稱爲席夢思。

- 二十世纪初，邓禄普Dunlopilla，橡胶发泡软垫；

- 1932年，意大利，马里奥·贝里纪，以聚氨基甲酸泡沫用于垫子；

- 第二次世界大战时，德国，路易斯·考拉尼，还设计了一种椭圆形床垫，并按人体躺在床垫上不同部位的体压，分成软、中、硬的三个部分，使人体骨骼保持最佳状态。

- 70～80年代的美国开始流行注水床垫，但是在90年代中叶，因为其过度的可塑性造成年轻人脊椎问题频发，被慢慢退出了主流市场。

- 90年代后，随着航天科技的民用化趋势，原先用作高级汽车座椅和航天材料的Visco Mind（记忆绵）材料慢慢成为欧美市场的主流[2]。

## 床垫型号

rotation left

英国床垫规格

|  |  |